# Kurt Kusenberg
Kurt Kusenberg (Pseudonyme: Hans Ohl und Simplex; * 24. Juni 1904 in Göteborg, Schweden; † 3. Oktober 1983 in Hamburg) war ein deutscher Schriftsteller, Nachdichter und Kunstkritiker.

## Leben

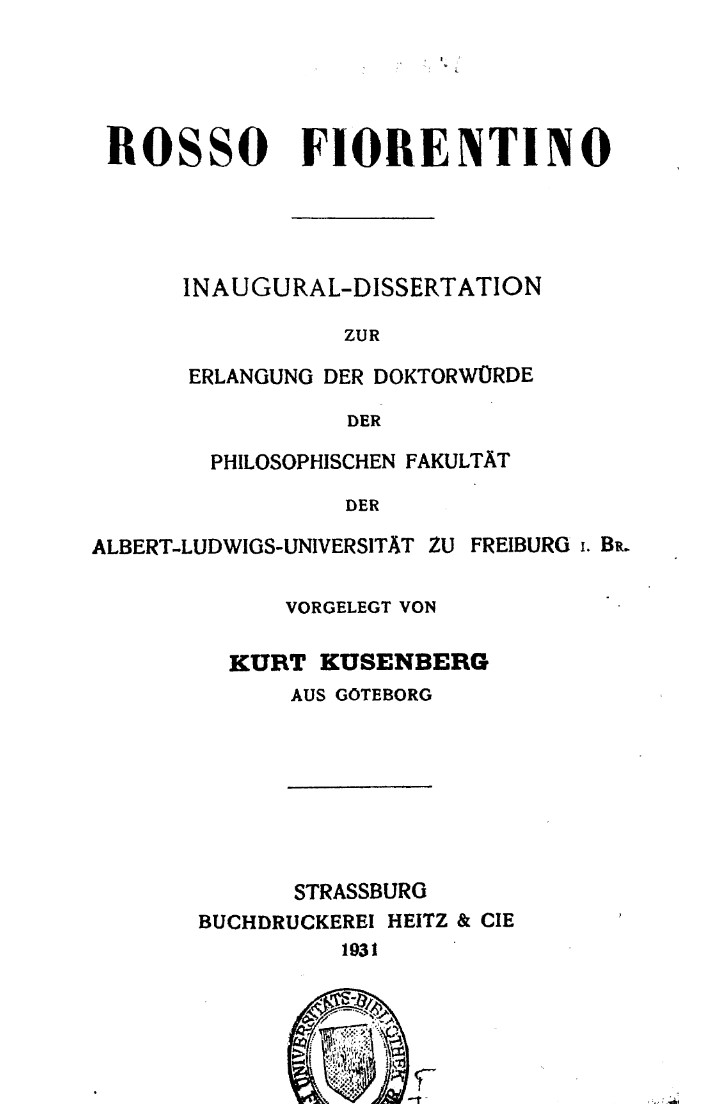
Titelblatt der Freiburger Dissertation (1928/1931)

Kurt Kusenberg wurde als erster von zwei Söhnen des Kaufmanns und Ingenieurs Carl Kusenberg (1871–1957) und dessen Frau Emilie (Emmy), geb. Behre (1877–1941), in Göteborg geboren. Seine Mutter entstammte einer wohlhabenden Familie aus dem Rheinland; sein Vater, Sohn eines Kaufmanns aus Niederseßmar bei Gummersbach, arbeitete als Auslandsvertreter einer britischen Textilfirma in Göteborg und später in Lissabon, wo Kurt Kusenberg die ersten Jahre seiner Kindheit verbrachte und von 1911 bis 1914 die Deutsche Bürgerschule besuchte. Bei Beginn des Ersten Weltkriegs kehrte die Familie nach Deutschland zurück und ließ sich in Wiesbaden nieder, wo Kusenberg bis 1917 das Reform-Realgymnasium besuchte. Nach einem erneuten Umzug der Familie nach Baden, wo der Vater fortan als Geschäftsführer eines Metallunternehmens arbeitete, wechselte Kusenberg an die Realschule in Bühl (Baden) und schließlich an die Oberrealschule in Baden-Baden, an der er 1922 das Abitur ablegte. Beim Preußischen Provinzial-Schulkollegium in Berlin-Lichterfelde absolvierte er eine Ergänzungsprüfung in Latein.
Ab 1922 studierte Kusenberg zunächst Kunstgeschichte an der Ludwig-Maximilians-Universität München, wechselte 1925 nach Berlin und im Wintersemester 1926 an die Albert-Ludwigs-Universität Freiburg. Dort wurde er im Dezember 1928 bei Walter Friedlaender mit einer kunstgeschichtlichen Arbeit über den Florentiner Maler Rosso promoviert. Bereits während seines Studiums reiste er durch Italien, Spanien und Frankreich. 1929 arbeitete er vorübergehend im Berliner Kunsthandel. Darüber bemerkte er später ironisch, dass er wohl „im Kunsthandel nicht zu gebrauchen sei“.
1930 schrieb er als Kritiker für die Weltkunst und die Vossische Zeitung. Danach war er Chefredakteur der Zeitschrift Die Koralle. Ab 1947 lebte Kusenberg als freier Schriftsteller und Lektor in München und Hamburg. Schon zu Beginn der 1950er Jahre machte Kusenberg als Lektor des Rowohlt Verlags die französischen Karikaturisten Raymond Peynet, Jean Effel und Albert Dubout, den schwedischen Karikaturisten Oscar Jacobsson sowie den amerikanischen Humoristen James Thurber durch Herausgabe von deren Bildbänden mit eigens geschriebenen Vorworten und Einführungen in Deutschland bekannt. Als Nachdichter machte er sich einen Namen durch die Übertragung der Chansons von Jacques Prévert. Ab 1958 gab er die Reihe rowohlts monographien, später rororo bildmonographien, bei Rowohlt heraus.
Bis heute bemerkenswert sind seine Kurzgeschichten. Mit eher nüchterner Sprache führen sie häufig in groteske, versponnene Welten, in denen sich Phantastik und Realität vermischen.
Zu den Verehrern Kusenbergs zählt Sten Nadolny.
Kurt Kusenberg wurde auf dem Friedhof Ohlsdorf im anonymen Urnenhain bei Kapelle 8 beigesetzt.

## Bibliografie

### Erzählungen
- 1940: La Botella und andere seltsame Geschichten, Rowohlt, Stuttgart
- 1942: Der blaue Traum und andere sonderbare Geschichten. Rowohlt, Stuttgart
- 1948: Herr Crispin reitet aus und andere Erzählungen, Der Quell, Münster
- 1951: Die Sonnenblumen und andere merkwürdige Geschichten, Rowohlt, Hamburg
- 1954: Mal was andres! Eine Auswahl seltsamer Geschichten. Rowohlt, Hamburg, ISBN 3-498-09223-5 (Ausgabe von 1983)
- 1955: Wein auf Lebenszeit und andere kuriose Geschichten, Rowohlt, Hamburg
- 1956: „Mal was anderes.“ Phantastische Erzählungen. Rowohlt TB, Hamburg[4]
- 1956: Wo ist Onkel Bertram? Geschichten., mit einem Nachwort von Friedrich Luft, Reclam, Stuttgart
- 1956: Lob des Bettes. Geschichten, Rowohlt, Hamburg
- 1958: Das vergessene Leben. Bertelsmann, Gütersloh
- 1960: Nicht zu glauben. Auswahl kurioser Geschichten, Rowohlt, Reinbek
- 1960: Im falschen Zug und andere wunderliche Geschichten, Rowohlt, Reinbek
- 1964: Zwischen unten und oben und andere Geschichten, Rowohlt, Reinbek
- 1969: Gesammelte Erzählungen, Rowohlt, Reinbek bei Hamburg; Auswahl als rororo Taschenbuch 1972, ISBN 3-499-11513-1.
- 1972: Man kann nie wissen Auswahl merkwürdiger Geschichten, Rowohlt, Reinbek
- 1974: Heiter bis tückisch 13 Geschichten, Rowohlt, Reinbek
- 1984: Ein schönes Hochzeitsfest 35 Erzählungen, Volk und Welt, Berlin
- 1998: Zwist unter Zauberern. Erzählungen, Rowohlt, Reinbek
- 2004: Wein auf Lebenszeit. Die schönsten Geschichten, Rowohlt, Reinbek

### Hörbücher (Auswahl)
- 2004: Wein auf Lebenszeit, gelesen von Hannes Wader, Pläne-Verlag, Dortmund
- 2005: Die gläserne Stadt, Duo Pianoforte, Querstand, Verlag Kamprad

### Feuilleton (Auswahl)
- 1932: A propos: das komplizierte Dasein, Weltkunst, Berlin
- 1956: als Herausgeber mit dem Pseudonym Hans Ohl: Lob des Bettes, mit 26 Bildern von Raymond Peynet Rowohlt Verlag, Hamburg
- 1966: Lob des Bettes – Eine klinophile Anthologie, mit 26 Bildern von Raymond Peynet, 1 − 20. Tausend August 1966,  Rowohlt Verlag GmbH, Hamburg
- 1965: Der ehrbare Trinker, Rowohlt, Hamburg

### Schriften zur Kunst (Auswahl)
- 1931: Rosso Fiorentino, Heitz & Cie., Straßburg (Zugl.: Freiburg (Breisgau), Univ., Diss., 1928)
- 1949: Das Krippenbüchlein, Hatje, Stuttgart
- 1955: Mit Bildern leben, Piper, München
- 1971: So ist das mit der Malerei, Hoffmann&Campe, Hamburg

### Hörspiel, Nachdichtung
- Der Traum des Sultans, ungedruckt. Hörspielproduktion: BR/SWF 1963, 60 min.– Originalhörspiel, Regie: Hans Dieter Schwarze. Mit: Hans Carl Friedrich als Sultan
- Jacques Prévert: Gedichte und Chansons. Nachdichtungen und mit einem Vorwort in der Manier von Jacques Prévert von Kurt Kusenberg. Rowohlt, Reinbek bei Hamburg; Erstausgabe 1950, später unter ISBN 3-499-11421-6.[5]